# Contre-la-montre masculin aux championnats du monde de cyclisme sur route 2001
Navigation
2000 2002
Le contre-la-montre masculin des championnats du monde de cyclisme sur route 2001 a lieu le 11 octobre 2001 autour de Lisbonne, en Portugal. Il est remporté par l'Allemand Jan Ullrich.

## Classement
|                           | Coureur                     | Pays           |    | Temps          |
| ------------------------- | --------------------------- | -------------- | -- | -------------- |
| Médaille d'or, monde      | Jan Ullrich                 | Allemagne      | en | 51 min 49 s 99 |
| Médaille d'argent, monde  | David Millar                | Royaume-Uni    | +  | 6 s 30         |
| Médaille de bronze, monde | Santiago Botero             | Colombie       | +  | 11 s 73        |
| DSQ                       | Levi Leipheimer             | États-Unis     | +  | 24 s 70        |
| 5                         | László Bodrogi              | Hongrie        | +  | 1 min 00 s 38  |
| 6                         | Leif Hoste                  | Belgique       | +  | 1 min 04 s 28  |
| 7                         | Santos González             | Espagne        | +  | 1 min 26 s 55  |
| 8                         | Nathan O'Neill              | Australie      | +  | 1 min 28 s 88  |
| 9                         | David Plaza                 | Espagne        | +  | 1 min 45 s 77  |
| 10                        | Michael Blaudzun            | Danemark       | +  | 1 min 51 s 39  |
| 11                        | Serhiy Honchar              | Ukraine        | +  | 1 min 55 s 29  |
| 12                        | Piotr Chmielewski           | Pologne        | +  | 2 min 05 s 94  |
| 13                        | Jean Nuttli                 | Suisse         | +  | 2 min 07 s 63  |
| 14                        | Roland Green                | Canada         | +  | 2 min 17 s 70  |
| 15                        | Fabian Cancellara           | Suisse         | +  | 2 min 23 s 60  |
| 16                        | Denis Bondarenko            | Russie         | +  | 2 min 31 s 17  |
| 17                        | Nico Mattan                 | Belgique       | +  | 2 min 34 s 30  |
| 18                        | Piotr Przydział             | Pologne        | +  | 2 min 39 s 11  |
| 19                        | Eddy Seigneur               | France         | +  | 2 min 40 s 14  |
| 20                        | Evgueni Petrov              | Russie         | +  | 2 min 41 s 57  |
| 21                        | Michael Rogers              | Australie      | +  | 2 min 44 s 85  |
| 22                        | Jan Hruška                  | Tchéquie       | +  | 2 min 52 s 78  |
| 23                        | Andrey Mizourov             | Kazakhstan     | +  | 3 min 04 s 22  |
| 24                        | Daniele Nardello            | Italie         | +  | 3 min 34 s 81  |
| 25                        | Marco Pinotti               | Italie         | +  | 3 min 36 s 58  |
| 26                        | David George                | Afrique du Sud | +  | 3 min 38 s 19  |
| 27                        | Eric Wohlberg               | Canada         | +  | 3 min 38 s 83  |
| 28                        | Joaquim Adrego Andrade      | Portugal       | +  | 3 min 41 s 87  |
| 29                        | Jens Voigt                  | Allemagne      | +  | 3 min 46 s 74  |
| 30                        | Ján Valach                  | Slovaquie      | +  | 3 min 47 s 83  |
| 31                        | Joaquim Gomes               | Portugal       | +  | 3 min 56 s 79  |
| 32                        | Oleksandr Klymenko          | Ukraine        | +  | 4 min 10 s 31  |
| 33                        | Marlon Pérez                | Colombie       | +  | 4 min 19 s 55  |
| 34                        | Florent Brard               | France         | +  | 4 min 21 s 95  |
| 35                        | Remco van der Ven           | Pays-Bas       | +  | 4 min 27 s 69  |
| 36                        | Jonathan Vaughters          | États-Unis     | +  | 4 min 33 s 87  |
| 37                        | Raivis Belohvoščiks         | Lettonie       | +  | 4 min 35 s 85  |
| 38                        | Bart Voskamp                | Pays-Bas       | +  | 4 min 47 s 33  |
| 39                        | Ryan Cox                    | Afrique du Sud | +  | 4 min 53 s 77  |
| 40                        | David McCann                | Irlande        | +  | 4 min 55 s 25  |
| 41                        | Martin Cotar                | Croatie        | +  | 4 min 59 s 80  |
| 42                        | Andrey Kashechkin           | Kazakhstan     | +  | 5 min 02 s 73  |
| 43                        | Stuart Dangerfield          | Royaume-Uni    | +  | 5 min 21 s 58  |
| 44                        | Ivaïlo Gabrovski            | Bulgarie       | +  | 5 min 24 s 48  |
| 45                        | Frank Høj                   | Danemark       | +  | 5 min 34 s 27  |
| 46                        | Dimitar Gospodinov Dimitrov | Bulgarie       | +  | 5 min 47 s 23  |
| 47                        | Mitja Mahorič               | Slovénie       | +  | 6 min 16 s 79  |
| 48                        | Damir Iratov                | Ouzbékistan    | +  | 6 min 23 s 15  |
| 49                        | Peter Legradi               | Hongrie        | +  | 6 min 26 s 98  |
| 50                        | Aleksandar Nikačević        | RF Yougoslavie | +  | 7 min 02 s 97  |
| 51                        | Kazuya Okazaki              | Japon          | +  | 8 min 32 s 50  |
| 52                        | Vasílis Anastópoulos        | Grèce          | +  | 10 min 05 s 69 |
| non-partant               | Sven Harms                  | Chili          |    |                |